# Orphinus hartmanni
Orphinus hartmanni is een keversoort uit de familie spektorren (Dermestidae). De wetenschappelijke naam van de soort werd in 2001 gepubliceerd door Jiří Háva.